# Rosita Contreras
Rosita Contreras, cuyo verdadero nombre era Rosa Palumbo fue una actriz que nació en Argentina el 15 de marzo de 1913 y falleció en 1962. Esta actriz, cantante y vedette tuvo una breve trayectoria en cine –intervino en 5 películas- y luego continuó su actividad artística en el teatro.

## Carrera
Hija del dirigente socialista Rafael Palumbo, Rosa se dedicó enteramente al teatro desde joven, primero como vedette de espectáculos revisteriles, y luego como actriz seria. Se hizo famosa al imitar a cancionistas del momento como Mercedes Simone o Sofía Bozán. Su hermana, la bailarina y coreógrafa Cleo Palumbo, trabajó junto a ella en algunas obras estrenadas en el Teatro Maipo.
En 1944 formó la Compañía de Comedias de Rosita Contreras y debutó como actriz de comedias con la obra Una divorciada peligrosa, dirigida por Enrique Guastavino y continuó ese año con La novia perdida, perteneciente al mismo director y con La mujer imposible. Otras obras de su repertorio fueron Retazo y Al marido hay que seguirlo. 
En 1950 integró la primera comisión directiva del Ateneo Cultural Eva Perón.
Murió luego de una larga enfermedad a los 49 años en 1962.

## Filmografía
- La canción que tú cantabas    (1939)
- Noches de Carnaval    (1938)
- Melodías porteñas    (1937) …Juanita
- Viento Norte    (1937)
- Cadetes de San Martín    (1937)

## Teatro
- 1932: Sonaste, 1932.
- 1932: Buenos Aires está seco.
- 1934: Luces del teatro.
- 1944: Una divorciada peligrosa.
- 1944: La novia perdida.
- 1944: La mujer imposible.
- Retazo
- Al marido hay que seguirlo